# Špýrská smlouva (1570)
Špýrská smlouva, podepsaná na říšském sněmu ve Špýru v roce 1570, byla mírovou dohodou mezi dvěma uherskými královstvími – Královským Uherskem vedeným Maxmiliánem II. a Východním Uherským královstvím, kterému vládl Jan Zikmund Zápolský. Tato smlouva vedla k ustanovení Sedmihradského knížectví.

## Sedmihradsko před Špýrskou smlouvou
Na rozdíl od autonomního Chorvatského království nebylo středověké Sedmihradsko samostatnou zemí Svaté uherské koruny, ale pouze správní oblastí a nedílnou součástí středověkého Uherského království.

## Postavení Sedmihradska po uzavření smlouvy

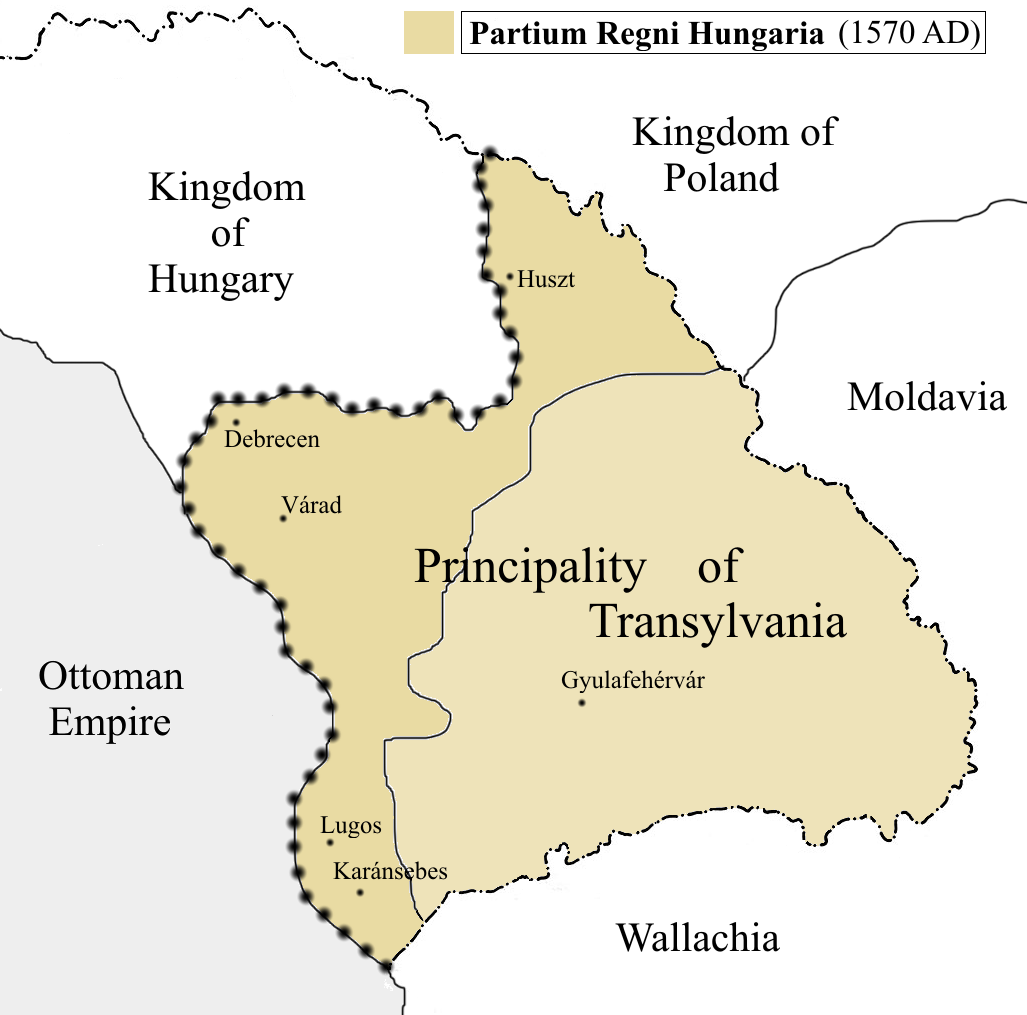
Panství Jana Zikmunda v roce 1570

Jan Zikmund se vzdal titulu uherského krále, nicméně Maxmilián II. uznal jeho autoritu jako „sedmihradského knížete“. Na oplátku Jan Zikmund uznal Maxmiliána II. jako uherského krále a přijal jeho svrchovanost nad svým knížectvím.
Jan Zikmund přijal titul „kníže Sedmihradska a částí Uherského království“ (latinsky: princeps Transsylvaniae et partium regni Hungariae dominus). Podle smlouvy zůstávalo Sedmihradsko součástí Uherského království z hlediska veřejného práva. Špýrská smlouva výslovně zdůraznila, že panství Jana Zikmunda náleží Svaté uherské koruně a nesmí je nijak zcizit.
Tato smlouva, podobně jako dřívější Nagyváradská smlouva, potvrzovala princip jednotného Uherska. Partium a Sedmihradsko byly svěřeny Janu Zikmundovi Zápolskému jako vazalovi krále Maxmiliána. Jak již bylo zmíněno, Zápolští drželi Partium už dříve, ale nyní jejich panství oficiálně uznali Habsburkové. V jistém smyslu Jan Zikmund vyměnil královský titul za území.